# Хнов
Хнов (рут. Хин) — село в Ахтынском районе Республики Дагестан. Образует сельское поселение село Хнов.

## География
Хнов расположен на самом юге Республики Дагестан, между отрогами Главного Кавказского и Гельмец-Ахтынского хребтов, в месте впадения рек Кизилдере и Даличай в реку Ахтычай.

## История
Хнов является самым старым селом в долине реки Ахтычай.
Точная дата основания села неизвестна, однако из местной хроники Ахты-Наме становится ясно, что Хнов был основан ещё до периода арабского завоевания Дагестана, при объединении пяти сёл: Хнов, Донгуэ-Тала, Нухух, Жилих, Курдул.
В Хнове расположен самый ранний памятник мусульманской культуры на Кавказе — надгробная плита шейха Мухаммада ибн Асада ибн Мугала, погребённого здесь в 657 г. н. э..
В Хнове имеется множество раннемусульманских каменных надгробных плит с куфическими надписями. Также в Хнове обнаружены трёхъярусные каменные средневековые могильники — склепы.
В XI веке ширваншах Фарибурз І совершил поход против жителей селения Хнов, которые когда-то вблизи крепости Кабала убили его двоюродного брата по имени Лашкаристан. Было истреблено много людей, угнан скот, сожжены горные селения.
Исторически Хнов имел важное стратегическое значение, поскольку через него проходила дорога Казикумух-Курах-Ахты-Хнов-Нуха. Связь с Ширваном осуществлялась через Салаватский перевал (2829 м). Согласно местной эпиграфии, во второй четверти XIII века в селе велось капитальное строительство.
В 1401 году впервые упоминается о существовании крестьянского мулька (частного землевладения) в селении Хнов. Некий Герги подарил свой мулк селению Киш ал-Хнов.
В 1555 году хновцы, совместно с рутульцами и цахурцами, предприняв поход на Кахетию, принудили грузин переселиться за реку Алазань. В 1597 году хновские ополченцы принимают участие в войне совместно с Тарковским шамхалом против русских войск. С начала XVII века по 1839 год Хнов и Борч формально входили в Ахты-пару, но фактически были самостоятельными сельскими общинами со своими органами управления.
В XVI—XVII веках хновское, как и другие рутульские общества, сохраняли свою независимость и управлялось аксакалами, но было вынужденно политически и экономически подчиняться главному селению — Рутулу и находившимся в нём бекам. Не раз хновцы отстаивали свою независимость от Ахтыпары. Хнов продолжал управлять своими выборными старшинами — «кевха», которыми становились обычно влиятельные представители из обеспеченных слоев населения.
Хнов, вместе с селами Борч, Гдым, Маза и Фий входили в Хновское вольное общество, в котором Хнов был главным селом. В Хнове имелись свои аксакалы, число которых зависело от количества тухумов, так как каждый тухум избирал по одному аксакалу из своего числа для управления селом. Также в селе имелся один чавуш.
В 1838 году хновцы совместно с Ага-Беком Рутульским приняли участие в возврате оккупированного города Шеки.
В 1846 году близ Хнова русскими войсками в горной породе был пробит тоннель для налаживания Военно-Ахтынской дороги.
В 1929 году Хнов вошёл в состав новообразованного Рутульского района.
В 1930 году произошло Хновское восстание.
В 1934 году Хнов был административно переведён из Рутульского район в Ахтынский район.
В 1939 году налажена телефонная связь с райцентром Ахты.
В 1940-х годах, в период Второй мировой войны, на полях сражений погибло более 130 хновцев. В 1943 году уроженец села Гасрет Алиев получил звание Герой Советского Союза.
В 1956 году налажен радиоузел.
В 1990-е годы в состав села включен посёлок Кизил-Дере, до этого входивший в состав Хновского сельсовета.

### Хновское восстание
15 июня 1930 года произошло Хновское восстание, участники которого выступили против коллективизации, раскулачивания, и требовали восстановления шариатских судов. Восстание было подавлено частями НКВД, прибывшими из Ахтов и Шиназа.
По делу Хновского восстания было арестовано 350 человек, 53 из них — как руководители и активные участники — осуждены на различные сроки заключения с конфискацией имущества.
Непосредственных руководителей восстания, 16 человек во главе с Мусой Ширинбековым приговорили к высшей мере наказания — расстрел с конфискацией имущества.
Многие хновцы, которые были обвинены за ту или иную причастность к восстанию, подверглись репрессиям: за 1936—1938 годы было осуждено и выслано на Урал около 100 человек, во многих случаях целыми семьями.

### Хновское вольное общество
Хнов занимал в Алтыпаринском (Хновском) вольном обществе такое же положение как Рутул в своём вольном обществе. Алтыпаринское вольное общество состояло из селений Хнов, Борч, Гдым, Маза и Фий.
Косвенным подтверждением существования отдельного хновского магала может служить письмо тарковского шамхала царю Федору I Ивановичу от 1598 г., в котором среди союзных шамхалу войск, наряду с военными силами крупных дагестанских и азербайджанских ханств и других феодальных владений, упомянуты «рутульская рать» и «хновская рать». Отсюда можно заключить, что под «рутульской ратью» подразумевается ополчение не одного сел. Рутул, а более крупного политического образования, каким являлся Рутульский магал. Отдельное упоминание о «хновской рати» означает, что рутульское население долины р. Ахтычай в XVI в., по-видимому, составляло особый магал.

## Население
| 1869  | 1886  | 1895  | 1926  | 1939  | 1959  | 1970  |
| ----- | ----- | ----- | ----- | ----- | ----- | ----- |
| 1867  | ↗1887 | ↗1892 | ↘1467 | ↘382  | ↘342  | ↗1713 |
| 1989  | 2002  | 2010  | 2012  | 2013  | 2014  | 2015  |
| ↘1078 | ↗1636 | ↗2059 | ↗2066 | ↗2083 | ↗2098 | ↘2085 |
| 2016  | 2017  | 2018  | 2019  | 2020  | 2021  | 2023  |
| ↘2054 | ↘2048 | ↘2027 | ↘2014 | ↗2020 | ↘1920 | ↘1919 |
| 2024  | 2025  |       |       |       |       |       |
| ↗1931 | ↘1924 |       |       |       |       |       |

В 1869 году в селе проживало 1867 человек, из них мужчины — 942, женщин 925. Село состояло из 313 дворов. В 1886 году в селе проживало 1887 человек. В 1902 году в селе было 332 дома и 1890 жителей.
Национальный состав
Самоназвание хновцев — «хинадбы». Этнически идентифицируют себя или по селу как — «хновцы», или, в более широком смысле как  — «лезгины». По национальности население села относят к рутульцам. Во Всероссийской переписи населения 2021 года они учтены как лезгины.
Говорят на борчинском говоре борчинско-хновского диалекта, который традиционно рассматривается как диалект рутульского языка, но не является взаимопонятным с мухадским диалектом, процент совпадений между борчинско-хновским и другими рутульскими идиомами составляет 85-87%. По вероисповеданию хновцы мусульмане-сунниты.

## Инфраструктура
В селе находится отделение почты, общеобразовательная школа, Дом культуры, участковая больница на 15 коек, ветеринарный участок. Ведётся строительство новой участковой больницы.

## Достопримечательности
- Обелиск в память хновцев, павших в Великой Отечественной войне[4].
- Близ села Хнов сохранились развалины древней крепости[60].

## Экологическая проблема
В двух километрах юго-восточнее Хнова в ущелье Кызылдере находятся крупные залежи медно-колчеданной руды. Добыча ископаемых сопряжена с большим вредом экологии региона. Оксиды меди втекают в реку Кизилдере, входящую в бассейн реки Самур. В случае проведения разработок полезных ископаемых экологическая проблема грозит перерасти в катастрофу.

## Известные уроженцы
- Алиев Гасрет Агаевич — Герой Советского Союза.